# Ľubá
Ľubá (bis 1948 slowakisch „Libád“; ungarisch Libád) ist eine Gemeinde im Westen der Slowakei mit 407 Einwohnern (Stand 31. Dezember 2024), die zum Okres Nové Zámky, einem Kreis des Nitriansky kraj, gehört.

## Geographie
Die Gemeinde befindet sich im südlichen Teil des Hügellands Hronská pahorkatina innerhalb des slowakischen Donautieflands, genauer in der Untereinheit Belianske kopce, und südlich des Flüsschens Paríž im Einzugsgebiet des Hron. Das Ortszentrum liegt auf einer Höhe von 193 m n.m. und ist 14 Kilometer von Štúrovo sowie 42 Kilometer von Nové Zámky entfernt.
Nachbargemeinden sind Bruty und Kamenín im Norden, Kamenný Most im Osten, Mužla im Südosten, Belá im Süden, Mužla im Süden und Šarkan im Westen.

## Geschichte

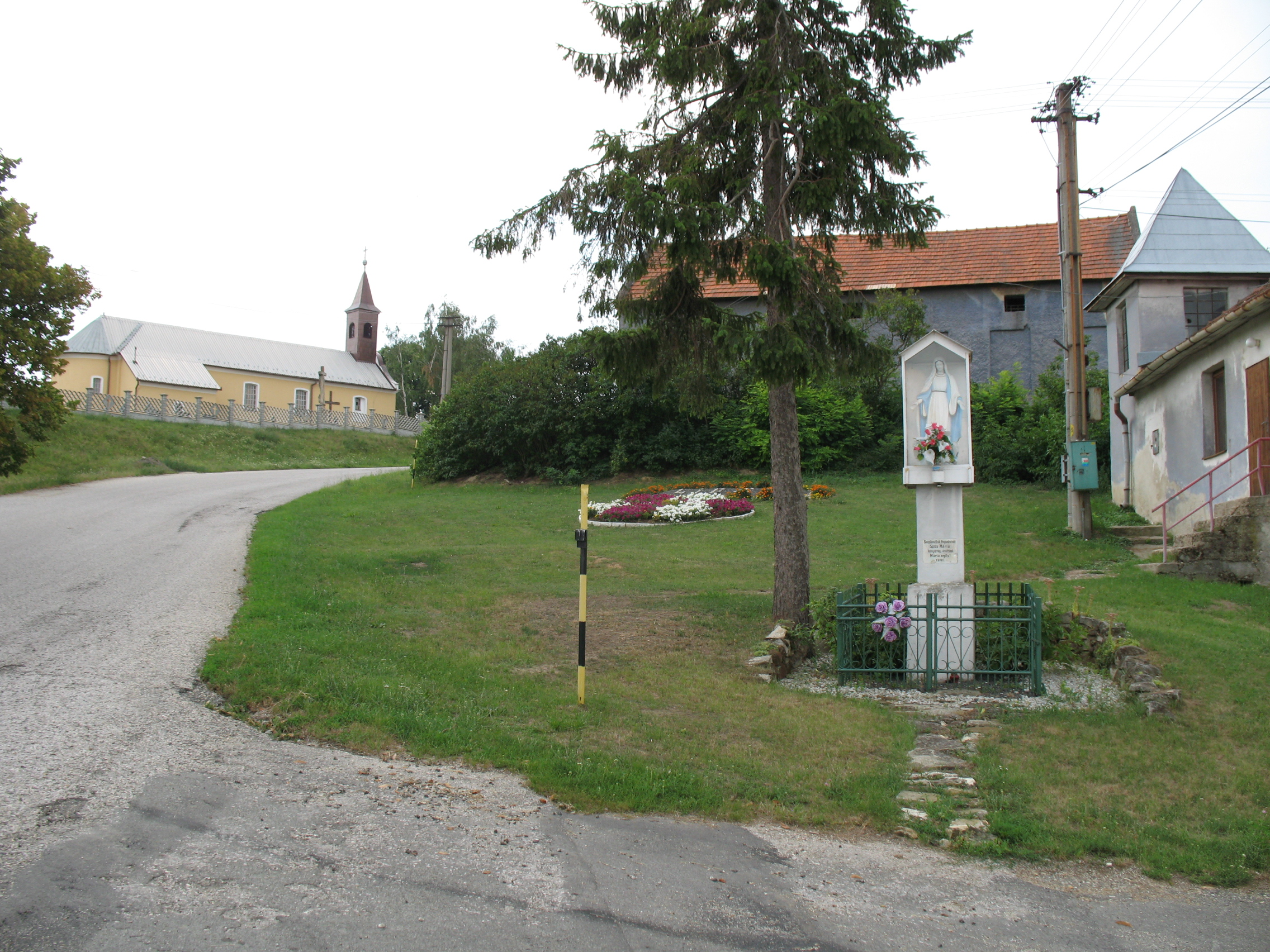
Ľubá

Ľubá wurde zum ersten Mal 1247 als Leuka schriftlich erwähnt und war im 14. Jahrhundert Besitz der örtlichen landadligen Familie Libády, ab dem Jahr 1532 der Familie Nyáry und wurde 1549 zum Gut des Graner Kapitels. Im 17. Jahrhundert kam es zur fast vollständigen Entvölkerung, 1696 gab es nur noch drei bewohnte Ansiedlungen. Im 18. Jahrhundert besiedelte man das Dorf erneut. 1715 gab es 14 Haushalte und 221 Einwohner. Die Haupteinnahmequellen der Bevölkerung waren Landwirtschaft und Weinbau.
Bis 1918/1919 gehörte der im Komitat Gran liegende Ort zum Königreich Ungarn und kam danach zur Tschechoslowakei beziehungsweise heute Slowakei. Auch in der ersten tschechoslowakischen Republik war Ľubá ein landwirtschaftlich geprägter Ort. Auf Grund des Ersten Wiener Schiedsspruchs lag er 1938–1945 noch einmal in Ungarn.

## Bevölkerung
| Jahr                | 1994 | 2004   | 2014    | 2024    |
| ------------------- | ---- | ------ | ------- | ------- |
| Anzahl der Personen | 440  | 451    | 435     | 407     |
| Unterschied         |      | +2,5 % | −3,54 % | −6,43 % |

| Jahr                | 2023 | 2024    |
| ------------------- | ---- | ------- |
| Anzahl der Personen | 405  | 407     |
| Unterschied         |      | +0,49 % |

Nach der Volkszählung 2011 wohnten in Ľubá 462 Einwohner, davon 355 Magyaren, 88 Slowaken, zwei Roma und ein Ukrainer. 36 Einwohner machten keine Angabe zur Ethnie.
347 Einwohner bekannten sich zur römisch-katholischen Kirche, jeweils fünf Einwohner zu den Mormonen und zur altkatholischen Kirche, drei Einwohner zur reformierten Kirche, zwei Einwohner zur Evangelischen Kirche A. B. und ein Einwohner zur orthodoxen Kirche. 29 Einwohner waren konfessionslos und bei 70 Einwohnern wurde die Konfession nicht ermittelt.

## Bauwerke und Denkmäler
- römisch-katholische Kirche Johannes der Täufer im Spätbarockstil aus der zweiten Hälfte des 18. Jahrhunderts[6]